# Veissella
Veissella — род пауков из семейства пауков-скакунов. Распространены в Африке.

## Классификация
Выделяют 2 вида.
- Veissella durbani (Peckham & Peckham, 1903) — Южная Африка typus
  - =Portia durbanii Peckham & Peckham, 1903 [2]
- Veissella milloti Logunov & Azarkina, 2008 — Коморские острова[3]